# California (album d'Electric Prunes)
Pour les articles homonymes, voir California.
Albums de The Electric Prunes
Artifact
(2002) Feedback
(2006)
California est un album de The Electric Prunes, sorti le 28 mai 2004 avec les membres fondateurs du groupe : James Lowe et Mark Tulin.

## Titres
1. Sideshow Charade - 3:39
2. 49 Songs - 3:44
3. I Never Knew What You Wanted - 3:36
4. Makin' Some Noise - 3:07
5. Pacific Ocean Blue - 4:56
6. I'll Drag You Home - 2:40
7. Rosy Made Me Crazy - 3:52
8. Transient Absolution - 3:55
9. Tidal Wave - 4:47
10. Rewired - 3:49
11. Running With Scissors - 4:32
12. The Rickenbacker 12 String - 6:40
13. Cinema Verite' - 7:22

## Composition du groupe
James Lowe - voix, guitare, harmonica
Mark Tulin - basse
Ken Williams - guitare solo
Joe Dooley - batterie
Mark Moulin - guitare rythmique
Peter Lewis - Guitare à douze cordes sur les pistes 12 et 13; guitare acoustique sur la piste 1; guitare bariton sur la piste 9; choriste sur les pistes 1, 2, 3, 5, 7, 10, 12 et 13
Bandshee Meeks - choriste sur les pistes 1 et 13
Frank Palmer - Basse fretless sur la piste 13
Jim Tamborello - saxhorn sur les pistes 9 et 13
Ian van der Molen - batterie sur les pistes 1, 2, 3, 6, 7 et 12